# Korytarzyk pod Zamkiem
Korytarzyk pod Zamkiem – jaskinia, a właściwie schronisko, w zboczach Gubalca w Dolinie Kościeliskiej w Tatrach Zachodnich. Wejście do niej znajduje się w północnym ramieniu Zbójnickiej Turni opadającym do Wąwozu Kraków, w pobliżu Jaskini pod Zamkiem, na wysokości 1186 metrów n.p.m. Jaskinia jest pozioma, a jej długość wynosi 7 metrów.

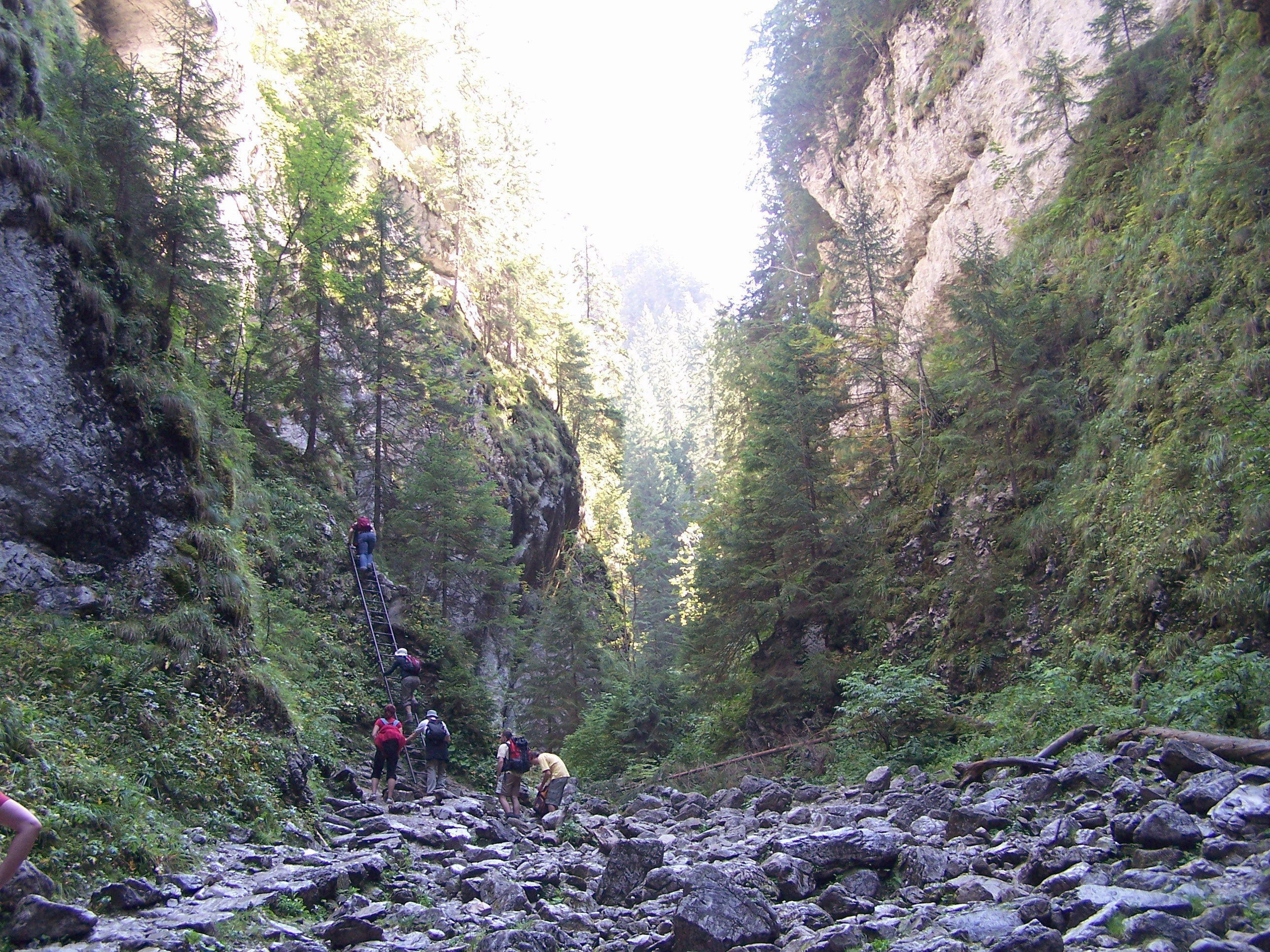
Wąwóz Kraków. Na prawo zbocza Zbójnickiej Turni

## Opis jaskini
Jaskinię stanowi poziomy, ciasny i prosty korytarzyk zaczynający się w niewielkim otworze wejściowym, a kończący szczeliną nie do przejścia.

## Przyroda
W jaskini brak jest nacieków. Ściany są suche, nie ma na nich roślinności.

## Historia odkryć
Jaskinia była prawdopodobnie znana od dawna. Jej pierwszy plan i opis sporządziła I. Luty przy pomocy M. Kowalskiej i M. Kropiwnickiej w 1987 roku.